# José María Arteaga Magallanes
José María Cayetano Arteaga Magallanes (Ciutat de Mèxic, 7 d'agost de 1827 - Uruapan, Michoacán, 21 d'octubre de 1865) va ser un destacat militar mexicà que va combatre en la Guerra amb els Estats Units, en la Guerra de Reforma i en la Intervenció Francesa.
José María Arteaga va néixer el 1827, va asseure plaça com a soldat als 20 anys i ràpidament va anar escalant tots els graus fins a arribar a general de brigada, després de la Guerra de Reforma entre liberals i conservadors, combatent contra aquests últims. Per dues ocasions va ser governador de Querétaro i després de Jalisco. Va combatre la Intervenció Francesa i va ascendir a General de Divisió. Finalment va caure presoner del general Méndez, que donava suport als francesos, i va ser afusellat a Uruapan, Michoacán.